# Karolis Zlatkauskas
Karolis Zlatkauskas (* 19. Februar 1985 in Vilnius) ist ein litauischer Biathlet.
Karolis Zlatkauskas nahm 2002 an seinen ersten Junioren-Weltmeisterschaften in Ridnaun teil und erreichte als bestes Resultat einen 51. Platz im Sprint. Seit 2003 startete er zudem im Junioren-Europacup und nahm in Kościelisko an seiner zweiten Junioren-WM teil, wo Rang 33 bestes Ergebnis wurde. 2004 war in der Haute-Maurienne Platz 50 in der Verfolgung bestes Ergebnis, 2006 in Kontiolahti Platz 36 im Einzel. Fünfte und letzte Junioren-WM wurden die Titelkämpfe in Presque Isle. Bei den Wettkämpfen in den USA war Platz 38 in der Verfolgung die beste Platzierung.
Bei den Herren trat Zlatkauskas erstmals zum Auftakt der Europacup-Saison 2004/05 in Geilo an und wurde 66. eines Sprints. Das Debüt im Biathlon-Weltcup folgte 2005 in Ruhpolding bei einem Sprintrennen, in dem der Litauer 108. wurde. Nur wenig später erreichte er in Pokljuka als 83. eines Sprints sein bislang bestes Ergebnis. Anschließend trat er bei den Biathlon-Weltmeisterschaften 2005 in Hochfilzen an. Im Einzel wurde Zlatkauskas 104., im Sprintrennen 107. Karrierehöhepunkt wurde die Teilnahme an den Olympischen Winterspielen 2006 von Turin. Bei den Wettkämpfen in Cesana San Sicario startete der Litauer im Sprint und wurde 88. Erst 2009 trat er erneut bei einem Großereignis an. In Ufa wurde er bei den Europameisterschaften 49. des Einzels. Zu mehr Einsätzen kam der Litauer 2010 in Otepää. Er wurde 57. des Sprints sowie 55. in Verfolgung und Einzel. Auch 2011 startete er in Ridnaun bei den Europameisterschaften und wurde 57. des Einzels, 58. des Sprints und 47. des Verfolgungsrennens. In der Saison 2011/12 erreichte Zlatkauskas seine besten Resultate im Weltcup. In Kontiolahti wurde er 49. eines Sprints und 51. einer Verfolgung.
Bei einer Trainingskontrolle in Österreich wurde Zlatkauskas 2013 positiv auf EPO getestet und für zwei Jahre gesperrt.

## Biathlon-Weltcup-Platzierungen
Die Tabelle zeigt alle Platzierungen (je nach Austragungsjahr einschließlich Olympische Spiele und Weltmeisterschaften).
- 1.–3. Platz: Anzahl der Podiumsplatzierungen
- Top 10: Anzahl der Platzierungen unter den ersten zehn (einschließlich Podium)
- Punkteränge: Anzahl der Platzierungen innerhalb der Punkteränge (einschließlich Podium und Top 10)
- Starts: Anzahl gelaufener Rennen in der jeweiligen Disziplin
- Staffel: inklusive Mixed- und Single-Mixed-Staffeln

| Platzierung      | Einzel | Sprint | Verfolgung | Massenstart | Staffel | Gesamt |
| ---------------- | ------ | ------ | ---------- | ----------- | ------- | ------ |
| 1. Platz         |        |        |            |             |         |        |
| 2. Platz         |        |        |            |             |         |        |
| 3. Platz         |        |        |            |             |         |        |
| Top 10           |        |        |            |             |         |        |
| Punkteränge      |        |        |            |             | 16      | 16     |
| Starts           | 10     | 25     | 1          |             | 16      | 52     |
| Stand: Ende 2014 |        |        |            |             |         |        |